# Luftpark
Ein Luftpark war eine große zentrale Nachschub- bzw. Instandhaltebasis der deutschen Luftwaffe während des Zweiten Weltkrieges, in der Regel neben einem Fliegerhorst angelegt.
Zu den Aufgaben gehörten:
- Bereithaltung (Annahme, Lagerung und Versendung bzw. Ausfolgung) von Rüstungsgütern für die Luftwaffe.
- Wartung, Prüfung, Instandhaltung bzw. Instandsetzung, Um- und Nachrüstung von Flugzeugen sowie Bergung von Schadmaschinen bis in Frontnähe.
- Ermittlung, Herstellung, Aufrechterhaltung und Prüfung von Qualitätsstandards für Rüstungsgüter und Geräte der Luftwaffe.

Für Reparatur-, Wartungs- und Instandsetzungsarbeiten wurden verschiedene Werkstätten und Werften eingerichtet, die eng mit dem technischen Stab des jeweiligen Fliegerhorstes zusammenarbeiteten. Ein mobiles Bergekommando mit eigenen Transportflugzeugen sorgte für die Rückführung zur Instandsetzung oder Verwertung der noch brauchbaren Teile von im Einsatz zu Bruch gegangenen Maschinen.
Zur Abwicklung dieser umfangreichen Aufgaben sorgten „Organisations- bzw. Luftparkangehörige“. Das Personal bestand sowohl aus Militärangehörigen als auch aus dienstverpflichteten Zivilisten (hauptsächlich Techniker), die alle der Luftwaffe unterstanden. Das Luftparkgelände war militärisches Sperrgebiet, und ein eigener Werkschutz sorgte für die Überwachung der Beschäftigten, Zutrittskontrollen und Wachdienst bei den einzelnen Objekten. Zusätzlich war eine Sicherungskompanie im Luftpark stationiert, welche die militärische Sicherheit zu gewährleisten hatte.
Beispiel war der Luftpark Wöllersdorf nordwestlich von Wiener Neustadt, etwa 30 km südsüdöstlich von Wien.